# Ceratophyus mesasiaticus
Ceratophyus mesasiaticus là một loài bọ cánh cứng trong họ Geotrupidae. Loài này được Medvedev & Nikolajev miêu tả khoa học năm 1974.